# TV Tropes
TV Tropes es una wiki angloparlante que recoge y expande la diversidad de elementos y convenciones encontrados en todo tipo de ficción y trabajos creativos, centrándose especialmente en la narratología y sus conceptos. Desde su fundación en 2004, TV Tropes ha pasado de cubrir sólo cine y televisión hasta campos como literatura, cómics, videojuegos e incluso publicidad televisiva y deportes. Es conocida por, frecuentemente, abordar sus artículos (denominados tropos (en inglés tropes, que vendría a ser algo así como "recursos narrativos" o clichés, aunque sin la connotación negativa que tiene esa palabra) de modo muy poco serio, aunque muy expresivo.
El autor Bruce Sterling ha definido TV Tropes como "una serie de retorcidos análisis fanfic". La ensayista Linda Börzsei describió a TV Tropes como un continuum tecnológico de criticismos literarios clásicos arquetípicos capaces de deconstruir elementos recurrentes de obras creativas en forma irónica. El economista Robin Hanson, inspirado por un análisis académico de literatura victoriana, sugiere que TV Tropes ofrece un tesoro verificable de información sobre ficción - una oportunidad primaria de investigación en su naturaleza. Publicado originalmente como contenido libre, con los años la licencia del sitio ha recibido modificaciones.

## Contenido
TV Tropes se inició enfocada a la serie de televisión Buffy Cazavampiros, aunque desde entonces ha ido incrementando su alcance a miles de otras series, películas, novelas, videojuegos, anime, manga, cómics, fanfiction y otros campos, incluyendo fenómenos de internet como Wikipedia misma (frecuentemente referida de una manera irónica como "La Otra Wiki", del inglés "The Other Wiki"). Entre sus políticas, TV Tropes no requiere estándares de relevancia en sus artículos y ejemplos, dedicando un artículo entero a ello.

## Organización
El sitio incluye información sobre varias series y tropos. Un artículo sobre un trabajo de ficción en TV Tropes siempre incluye un breve comentario explicativo del mismo junto con una lista de tropos asociadas. Además, algunos artículos incluyen advertencias de que su contenido puede tener elementos que se consideran subjetivos, definidos y titulados.
Las páginas sobre tropos se hallan esquematizadas de forma inversa: después de describir el elemento en sí, enlista una serie de apariciones de ese elemento en varios trabajos de ficción. Estas páginas están generalmente creadas con un sistema estandarizado en el que otros usuarios del sitio tienen la opción de agregar ejemplos o sugerir refinamientos. Finalmente, estos artículos tienden a estar titulados a partir de una utilización particularmente memorable del concepto.
Por ejemplo, el tropo "I am Spartacus" (Yo soy Espartaco) es un tipo específico de escena que aparece en múltiples trabajos. Se refiere cuando un personaje es protegido de ser identificado por un persecutor gracias a otros personajes que también claman ser a quien buscan. El nombre del tropo hace referencia al filme Espartaco; este ejemplo se muestra a otras instancias en otras obras, como South Park, Power Rangers en el espacio, el Talmud e incluso sucesos de la vida real. No todos los ejemplos listados en una página corresponden a la aplicación del tropo al pie de la letra: también se incluyen ejemplos en que dicho tropo es parodiado, satirizado, invertido o deconstruido usando elementos prácticos.
Aparte de los tropos, la gran mayoría de los artículos sobre obras cuentan con un apartado llamado "YMMV" (sigla de "Your Mileage May Vary", traducido como "Su kilometraje/experiencia puede variar") con ejemplos más subjetivos. Estos ejemplos usualmente no son plenamente narrativos, sino corresponden a reacciones de la audiencia que han sido definidas y tituladas acordemente. La página del tropo "Jumping the shark" (Saltar el tiburón), el momento en que una serie comienza a experimentar una baja en su calidad, solo contiene una lista de obras que hacen referencia a esta frase en particular. TV Tropes no aplica este término en la página principal de la obra, siendo una opinión subjetiva, pero cita usos del término dentro de la obra ("in-universe", dentro del universo).

## Expansión
Ha habido un considerable rediseño del sitio en varios aspectos y organización en 2008. Una de estas novedades es introducir otros idiomas, entre los que el alemán es el más desarrollado. En 2011, TV Tropes lanzó una serie de vídeos por internet llamados Echo Chamber (enlace roto disponible en Internet Archive; véase el historial, la primera versión y la última)., para explicar una selección de tropos.

## Licencia
El contenido de TV Tropes se distribuía originalmente con la licencia Creative Commons Attribution-Share Alike
de contenido libre. En julio de 2012, el sitio cambió el aviso de licencia en sus páginas por la versión Attribution-Noncommercial-ShareAlike de la licencia.

En noviembre de 2013, TV Tropes añadió a su página de términos de uso una cláusula requiriendo a los editores que cedan al sitio todos sus derechos y propiedad intelectual de manera exclusiva e irrevocable.